# Roy DeMeo

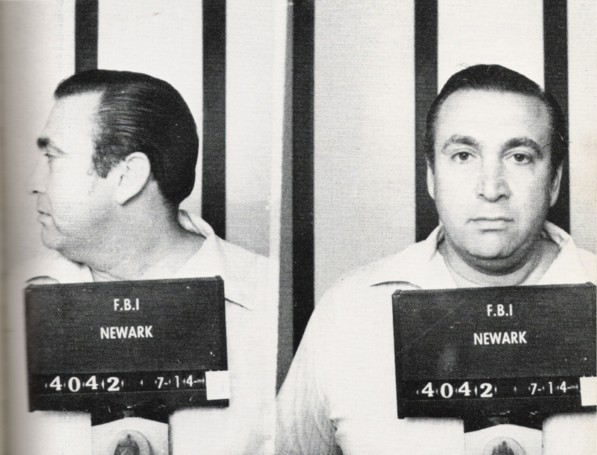
Gefängnis-Foto aus dem Jahr 1981

Roy Albert DeMeo (* 7. September 1942 in Bath Beach, Brooklyn, New York City; † 10. Januar 1983) war ein italo-amerikanischer Mobster der La Cosa Nostra in der Gambino-Familie. Als einfacher „Soldato“ in der Mafia-Hierarchie war er Kopf der sogenannten DeMeo-Crew, der das F.B.I. mindestens 70 Morde zwischen 1973 und 1983 zur Last legt. Die meisten Opfer wurden nie gefunden, da die Crew die Leichen auf spezielle Weise beseitigte.

## Leben

### Frühe Jahre
Roy Albert DeMeo wurde 1942 in Bath Beach, Brooklyn als Sohn einer aus Italien stammenden Arbeiterfamilie geboren. Bereits als Teenager begann er als Kredithai mit Kreditwucher Geld zu verdienen. Im Alter von 17 Jahren war dies bereits ein Vollzeitjob für ihn. Er heiratete früh und wurde Vater von drei Kindern.

### Gambino-Familie
Der Gambino-Soldato Anthony Gaggi wurde auf den erfolgreich arbeitenden Gangster aufmerksam und schlug ihm vor, sich seiner Crew anzuschließen. In den späten 1960er Jahren hatte DeMeo zwei Standbeine: Einerseits das Kreditwuchergeschäft mit Gaggi und andererseits eine Bande junger Drogendealer und Autodiebe, die von ihm angeführt wurde.
Letztere bestand im Wesentlichen aus Joseph „Dracula“ Guglielmo (DeMeos Cousin), Joseph Testa, Anthony Senter und Josephs jüngerem Bruder Patrick Testa.
DeMeo trat der Brooklyn Credit Union bei. Dieser Job diente ihm einerseits als Tarnung, andererseits unterschlug er auch Gelder und investierte sie in sein Kreditwuchergeschäft. Als die Crew durch einen Polizeiinformanten bedroht wurde, beging sie ihren ersten Mord.

### Gemini-Methode
Die Crew entwickelte in den folgenden Jahren eine Methode, die Leichen zu zerstückeln und zur Identifizierung unkenntlich zu machen. Diesen Modus Operandi bezeichnete die Crew als „Gemini-Methode“. Laut späteren Aussagen von Mitgliedern der Crew lockte man das Opfer in einen Nebenraum der Bar Gemini Lounge in den Flatlands, Brooklyn. Dort schoss DeMeo dem Opfer mit einer Pistole mit Schalldämpfer in den Kopf und umwickelte diesen mit einem Handtuch, um den Blutfluss zu stillen. In einer Badewanne wurde das Opfer dann etwa 40 Minuten ausgeblutet und dann zerstückelt. Auf Brooklyner Mülldeponien, vor allem auf der Fountain Avenue Dump, wurden die Leichenteile dann vergraben, wo sie bis heute nicht wiedergefunden werden konnten. Die Opfer wurden aus den unterschiedlichsten Gründen ermordet, in der Regel aus geschäftlichen Gründen, aber auch aus privater Rachsucht.

### Weitere kriminelle Laufbahn
1975 wurde DeMeo Teilhaber einer Peepshow in New Jersey, welche er übernahm, da der ursprüngliche Besitzer seine Schulden nicht mehr begleichen konnte. DeMeo handelte auch mit Pornofilmen, in denen Sodomie dargestellt wurde. Dabei lernte er den späteren Killer Richard Kuklinski kennen. Als sein Anführer Anthony Gaggi von diesen Filmen erfuhr, verbot er DeMeo – unter Androhung des Todes – derartiges weiter zu produzieren oder zu vertreiben. DeMeo hielt sich nicht an das Verbot, aber da er weiterhin Geld an Gaggi ablieferte, geschah weiter nichts.
Auch der Drogenhandel war für DeMeo ein riskantes Geschäft, da die Gambino-Familie den Drogenhandel verboten hatte; auch hier drohte ihm durch Nichtbefolgung der Tod. Die Gewerkschaftskasse der Brooklyn Credit Union wurde von DeMeo derart geplündert, dass die Gewerkschaft im Prinzip bankrott war.
DeMeo betrieb außerdem einen Gebrauchtwagenhandel und raubte Lastkraftwagen aus, die sich auf dem Weg vom oder zum Flughafen John F. Kennedy International Airport befanden.
Im Herbst 1976 starb der Kopf der Gambino-Familie, Carlo Gambino. Paul Castellano folgte ihm als Familien-Boss. Daraufhin wurde Gaggi zum Capo ernannt, was für DeMeo von Vorteil war; allerdings genoss er selbst nicht das uneingeschränkte Vertrauen Castellanos. Dieser konzentrierte sich mehr auf das sogenannte „White-Collar-Crime“ und soll sich gegen eine weitere Beförderung DeMeos ausgesprochen haben. DeMeo war darüber enttäuscht und suchte nach weiteren Möglichkeiten, Geld für die Familie zu verdienen, um weiter aufzusteigen.

### Die Allianz mit den Westies
DeMeo strebte eine Allianz mit den Westies, einer irischen Verbrecherbande, geleitet von James Coonan, an. Deshalb wird heute spekuliert, ob Roy DeMeo hinter der Ermordung Michael „Mickey“ Spillanes, einem bandeninternen Konkurrenten Coonans, stecken könnte. DeMeo brachte ein Treffen der Westies-Führung mit Paul Castellano zustande. Die Westies lieferten eine regelmäßige Tributzahlung an die Gambino-Familie ab, übernahmen Mordaufträge für diese und konnten dafür im Gegenzug in bestimmten Geschäftsfeldern ungehindert agieren.
Nach diesem Erfolg wurde DeMeo als Vollmitglied der Familie („Made Man“) aufgenommen, was ihm stärkeren Schutz und mehr Einnahmemöglichkeiten ermöglichte. DeMeo blieb Verbindungsmann zu den Westies und handelte – trotz seiner Aufnahme – weiterhin verbotenerweise mit Drogen.
Außerdem war DeMeo als Mitglied nochmal ausdrücklich verpflichtet, sich die Genehmigung der Familienspitze einzuholen, wenn er Morde begehen wollte; aber auch an diese Regel hielt er sich nicht. Innerhalb der Gambino-Familie kursierten Gerüchte, dass die DeMeo-Crew bis Ende 1977 über 100 Morde begangen haben soll, dabei in mindestens einem Fall 5.000 US-Dollar für einen Mord erhalten haben und einige Morde aus Gefälligkeit auch gratis begangen zu haben.
Im November 1978 wurde Edward Grillo ermordet, obwohl er selbst Teil der Crew war. Da er sich stark verschuldet hatte, wurde befürchtet, er könnte zum Pentito werden und sich dem FBI als Kronzeuge anbieten. Grillo war damit das erste interne Mordopfer der Crew; seine Leiche wurde zerstückelt.
Das nächste interne Opfer wurde Chris Rosenberg, ein treuer Weggefährte DeMeos, der sich der Crew 1966 im Alter von 16 Jahren angeschlossen hatte. Dieser hatte ohne Genehmigung der Familienanführer ein Mitglied eines kolumbianischen Drogenkartells ermordet und musste nun aus mafiapolitischen Gründen sterben, um den Frieden zwischen den Verbrecherorganisationen zu wahren. DeMeo soll Wochen gezögert haben, bevor er diesen Mord ausführte.
Während dieser Zeit ermordete DeMeo auch einen vollkommen Unbeteiligten, den er für einen kolumbianischen Killer gehalten und nach einer wilden Verfolgungsjagd erschossen hatte. Laut DeMeos Sohn Albert, der später das Buch „For The Sins of My Father“ schrieb, soll DeMeo geweint haben, als er seinen Irrtum bemerkte.

### Eppolito-Morde
Ende 1979 waren DeMeo und Anthony „Nino“ Gaggi in einen Konflikt mit James Eppolito und James Eppolito Jr. verwickelt. Beide waren Mitglieder in Gaggis Crew. James, selbst ein hochrangiges Mitglied der Gambino-Familie, schwärzte Gaggi und DeMeo bei Castellano an, da sie mit Drogen handelten. Dies hätte die Todesstrafe nach sich gezogen. Castellano stellte sich jedoch auf die Seite Gaggis und stellte Eppolito zum Abschuss frei. Gaggi und DeMeo ermordeten daraufhin James Eppolito und James Eppolito Jr.
Dabei wurden sie von einem Zeugen beobachtet und Gaggi wurde aufgrund der Aussage des Zeugen verurteilt. DeMeo ermordete diesen Zeugen später.

### Niedergang und Tod
1982 begann das FBI mit der Beobachtung von DeMeo, da die Vielzahl von verschwundenen Personen in seiner Nähe, oder mit denen er Kontakt hatte, auffällig war. Dabei gelang es, ein Gespräch zwischen dem Gambino-Soldato Angelo Ruggiero und Gene Gotti, einem Bruder John Gottis, abzuhören. In diesem Gespräch wurde darüber gesprochen, dass Paul Castellano DeMeo beseitigen lassen wollte. Allerdings habe er Schwierigkeiten gehabt, jemanden zu finden, der diesen „Job“ erledigen wollte.
DeMeo war ein erfahrener Killer, der immer von einer großen Zahl von ebenfalls erfahrenen Auftragsmördern umgeben war. Frank DeCicco wurde schließlich beauftragt, soll dann aber jemanden in DeMeos Crew beauftragt haben.
DeMeos Sohn Albert schrieb, dass sein Vater in den letzten Tagen seines Lebens paranoid geworden sei und bereits seine persönlichen Sachen beiseitegelegt haben soll. Ein religiöses Pamphlet, das der Sohn entdeckt hatte, ließ darauf schließen, dass Roy DeMeo wohl eine Beichte abgelegt habe. Am 10. Januar 1983 ging er zu Patrick Testas Laden, um seine Crew zu treffen – Testa war ebenfalls Mitglied der Crew. Acht Tage später wurde DeMeo erschossen in einem Kofferraum aufgefunden. Das FBI verdächtigte Anthony Gaggi, dieser wurde allerdings nicht angeklagt. Laut der Autobiographie von Anthony Casso aus dem Jahre 2008 wurde DeMeo in Patrick Testas Haus in East Flatbush von Joseph Testa und Anthony Senter erschossen. Der Auftragsmörder Richard Kuklinski arbeitete oft mit DeMeo zusammen und behauptete später, er habe DeMeo ermordet.
Die DeMeo-Crew wurde bald darauf durch die Justiz zerschlagen: Henry Borelli, Joseph Testa und Anthony Senter wurden alle zu lebenslangen Haftstrafen für insgesamt 25 nachgewiesene Morde verurteilt. Die Verurteilung wurde auch möglich, weil die früheren Mitglieder Frederick DiNome und Dominick Montiglio vor Gericht ausgesagt hatten.
1984 nahm das FBI ein Gespräch des Colombo-Mitglieds Ralph „Little Ralphie“ Scopo auf, in dem dieser behauptete, die Gambino-Familie hätte Angst davor gehabt, dass DeMeo ein Pentito werden könnte und gegen die Familie aussagen würde.

## Adaptionen
- In den Büchern Murder Machine von Gene Mustain und Jerry Capeci sowie For the Sins of My Father, von Roys Sohn Albert DeMeo geschrieben, wird das Leben DeMeos beschrieben.
- In dem 2012 erschienenen Film The Iceman über das Leben des Mörders Richard Kuklinski, basierend auf dem gleichnamigen Buch von Philip Carlo,[3][4] wird DeMeo von Ray Liotta gespielt. In dem Film wird die Figur des Chris Rosenberg als Josh Rosenthal von David Schwimmer dargestellt. Auch die Geschichte über den aus Paranoia getöteten puerto-ricanischen Staubsaugervertreter, der von DeMeo für einen kolumbianischen Killer gehalten wurde, wird im Film aufgegriffen.

## Dokumentationen
- 2012: Im Netz der Mafia – Die Geheimakten des FBI; Folge 11 Der Serienkiller: Roy Demeo; britische Dokumentation